# Срібло (геральдика)
Срі́бло (лат. argenteus, давньофр. argent) — тинктура у геральдиці. Належить до класу геральдичних металів. У кольоровій графіці позначається срібним або білим кольорами. Виражає ідею цих кольорів, а не їхні конкретні відтінки. У монохромній графіці передається двома способами: чистим полем у штрихуванні, або скороченнями a.,  A.,  ar. Arg. чи arg. Символізує чистоту, доброту, цнотливість, мудрість, радість, відвертість. Небесне тіло, ототожнюване з тинктурою, — Місяць, камінь — перл.

## Особливості
У гербах принців виражається терміном «lune», в гербах перів — «perle», в усіх інших — «argent».
У гербах використовувалося власне срібло або інший білий метал, а також «срібна» або біла фарба. Якщо бажали підкреслити, що гербова фігура «жива», то при блазонуванні особливо обумовлювали, що застосовується «білий» як самостійний колір.

## Символіка кольору
Срібло в геральдиці традиційно символізує невинність, непорочність, мудрість, безтурботну радість, невинність, благородство, чистоту, відвертість, надію, правдивість, молодшу гілку роду.
У середньовічній астрономії сріблу відповідав Місяць, в алхімії — перли, стихія — вода.

### Галерея

Дегерфорс
Клан Б'юкен
Гютенбах